# Obercunnersdorf
Obercunnersdorf là một đô thị huyện Görlitz, trong bang tự do Sachsen, nước Đức. Đô thị Obercunnersdorf có diện tích 15,62 km², dân số thời điểm ngày 31 tháng 12 năm 2006 là 2156 người.